# Бербанк (Охајо)
Бербанк (енгл. Burbank) град је у америчкој савезној држави Охајо.

## Демографија
По попису из 2010. године број становника је 207, што је 72 (-25,8%) становника мање него 2000. године.
| Група             | 2000.       | 2010.       |
| Белци             | 273 (97,8%) | 201 (97,1%) |
| Афроамериканци    | 0 (0,0%)    | 2 (1,0%)    |
| Азијати           | 2 (0,7%)    | 0 (0,0%)    |
| Хиспаноамериканци | 3 (1,1%)    | 1 (0,5%)    |
| Укупно            | 279         | 207         |